# Enric Garcés i Garcés
Enric Garcés i Garcés (Faura, 1909 - Madrid, 1981) fou un pianista, compositor produint obres per a orquestra, cor, piano, cobla a més d'adaptar un gran nombre de simfonies d'autors clàssics i contemporanis. Compositor i director destacat en diversos territoris del País Valencià i de Catalunya.

## Període de formació
Nascut en el si de la seua família formada per son pare Enrique Garcés Ballester i sa mare Josefa Garcés Vila, el qual van tindre set fills. Dotat d'una gran predisposició per la música, inicià aviat els estudis musicals formant part de la banda del seu poble amb el clarinet. El seu pare també era músic clarinetista. L'any 1929 es allistar com músic militar en la Banda de música de la guarnició de Granollers, on era Músic Major (director) Antonio Palanca Villar, que posteriorment seria director de la Banda Municipal de València. Més endavant, estudià piano, harmonia, història i estètica aplicada a la música, contrapunt, fuga, formes musicals i orquestració amb el compositor Manuel Palau Boix amb qui va estudiar junt als seus cosins Vicent Garcés Queralt, Joan Garcés Queralt i Eliseo Ribelles Garcés. Convalidà aquests estudis amb brillants notes al Conservatori Superior de Música Joaquín Rodrigo de Valencia. Algunes composicions primerenques van ser interpretades per l'Orquestra Valenciana de Cambra dirigida per Francisco Gil com la transcripció de l'obra "Triptic" d'Eduard Torres per a orgue (Oració del matí). La seua obra "Tan menudeta" va ser interpretada per la Coral Polifònica Valentina, dos "estudis-fantasia" estrenats pel pianista José León Tello, l'Orquestra de Unión Radio Valencia, dirigida pel mestre Seguí va interpretar en 1934 la "Danza del Generalife" i la "Danza del Albaicín", així com una "Melodía" per a violoncel i piano. També l'"Orfeón Valenciano" dirigit per Sansaloni va muntar les seus obres "Tan menudeta" i "De la meua vida", obres que no van ser estrenades en esclatar el conflicte armat. Va dirigir la Banda de Faura abans de la guerra civil (1936-39). Al llarg del conflicte, va ser director de la Banda de Música del Batalló de Pablo Iglesias a València i en ser dissolta aquesta agrupació, passa com a músic clarinetista en la Banda de la Comandància Militar de València. Quan aquesta formació es va dissoldre, va formar part d'una unitat militar radicada en la Vall de Segó, on va fer amistat amb músics de l'Alcúdia de Carlet.

## Inici de la seua carrera professional (1939-1955)
Gràcies a l' amistat amb els músics de l' Alcúdia de Carlet, va ser contractat per a ser director de la Banda de Música d'Alcúdia de Carlet, amb la qual guanyà premis com el de pas-dobles de Cifesa en 1942, Concurs de pas-dobles de Falles (1943), 2n premi en el Certamen Nacional de Murcia en 1944, primer premi en la primera secció del Certamen Internacional de la Fira de Juliol de València el 1946, dos segons premis en la secció especial de la Fira de Juliol de València en 1947 i 1949 i com a cim de la progressió artística de l' agrupació musical, el primer premi, en la Secció Especial de la Fira de Juliol de València l'any 1951.
El 12 de maig de 1941 es va casar amb Maria Gil Frasnedo en l'església parroquial dels Sant Joans de Faura, amb qui tindrà dos fills: Maria de la Cruz i Enric Garcés Gil. Cal ressaltar la labor de la seua dona, mestra nacional a la qual va conèixer en Faura en plena guerra civil quan després d'acabar els estudis de piano buscava alguna persona que tingués un piano en casa per poder practicar. Va ser destinada després de la guerra a Montserrat, i quan va aconseguir la plaça en l'Alcúdia, quan ja podien tindre estabilitat i estar junts el matrimoni va sorgir l'oportunitat de Terrassa, demanant la plaça de mestra nacional a Terrassa per acompanyar al mestre Enric Garcés en aquesta aventura cultural, ciutat on va finalitzar la seua labor educativa, jubilant-se als 67 anys.
En el Jocs Florals de Líria de l' any 1943 Enric Garcés va guanyar un guardó amb el treball "Orquesta o banda", mentre Maria Gil Frasnedo va guanyar els Jocs Florals de l'Alcudia amb el treball "Divinas armonias" en 1944.
L'any 1950 el mestre Enric Garcés, guanyà una beca per a estudiar direcció concedida per la Diputació Provincial de València, seguint els estudis de direcció de bandes amb el seu mestre Manuel Palau i dirigint la Banda Municipal de València en finalitzar el període de formació. Tres anys més tard va dirigir l'Orquestra Simfònica de València en un concert.
L´ any 1976 el poble de l'Alcúdia va retolar un carrer amb el seu nom.

## Banda de música de Terrassa, (1955- 1968)
L'any 1953 va opositar a Cos Nacional de Directors de Bandes de Música Civils. Aquest fet, el portà a dirigir la Banda Municipal de Música de Terrassa on es traslladà amb la seva dona i els seus fills. Immediatament demostrà ser un bon músic i treballador per la qual cosa fou nomenat també director de l'Escola Municipal de Música.que l' any 1958 passaria a ser reconeguda com Conservatori Oficial Elemental sota la seua direcció.
Prompte van començar les seues col·laboracions en el diari "Terrassa- Informació" centrades en la música i també en Radio Terrassa de 1965 a 1967 en un programa anomenat "Pentagrama".
L'any 1960 compondrà el pas-doble Faura i lHimne de Faura amb lletra de Fernando Fabregat.

## Banda municipal de Barcelona (1968- 1979)
Al 1968 guanyà un concurs per a cobrir la plaça de director de la Banda Municipal de Barcelona. Deixà llavors la direcció de la Banda de Música de Terrassa i de l'Escola de Música de Terrassa després d'haver aconseguit per a ella el reconeixement oficial del Conservatori Elemental i també la ubicació de l'Escola a la Masia Freixa. En reconeixement de la seva labor realitzada a Terrassa, l'any 1959 fou anomenat Terrassenc de l'any i en un acte de la Festa Major de 1970 li fou concedida la medalla de la Ciutat.
En 1969 li van ficar el seu nom a la plaça on actualment radica l' Ajuntament de la vila de Faura.
Després d'assumir la direcció de la nova banda, va realitzar una meritòria labor de transcripció de grans obres simfòniques per a l' agrupació que dirigia, tasca que el crític Arturo Menéndez Aleixandre glossarà en un article de La Prensa de 27 de febrer de 1975. Cal destacar la seua tasca en els concerts oferts en el Palau de la Música i en l' Auditori de Barcelona. Com recordava el seu fill Enric Garcés Gil, en el concert de presentació i en el d´ acomiadament, va interpretar la "La simfonia del nou món " d´ A. Dvorak i la "Marxa burlesca" del seu admirat mestre Manuel Palau . Jubilat als 70 anys, decidí alternar el seu lloc d' estada entre Faura, Terrassa i Madrid on vivia la seva filla.
Morí a Madrid l'endemà de Santa Cecília el dia 23 de Novembre de 1981. Les seves despulles mortals foren traslladades a Faura tal com ell havia desitjat. A la seva làpida, sota el nom d'Enric Garcés, s'hi feu figurar la paraula Músic.